# 科斯科布 (康乃狄克州)
科斯科布（英語：Cos Cob）是位於美國康乃狄克州費爾菲爾德縣格林威治境內的一個人口普查指定地區。

## 地理
科斯科布的座標為41°02′00″N 73°35′58″W / 41.03333°N 73.59944°W，而該地最高點為海拔高度14米（即46英尺）。

## 人口
根據2010年美國人口普查的數據，科斯科布的面積為5.39平方千米，當中陸地面積為5.39平方千米，而水域面積為0.00平方千米。當地共有人口6770人，而人口密度為每平方千米1,256人。